# چهار برکه دوم بگال
چهار برکه دوم بگال مربوط به دوره قاجار است و در بخش مرکزی شهرستان لارستان حور، محله دم دروازه، جاده بگال واقع شده و این اثر در تاریخ ۱۹ مرداد ۱۳۸۴ با شمارهٔ ثبت ۱۲۷۲۳ به‌عنوان یکی از آثار ملی ایران به ثبت رسیده است.